# Championnats des quatre continents de patinage artistique 1999
Navigation
Édition suivante
Les championnats des quatre continents 1999 ont lieu du 22 au 28 février 1999 au Metro Centre de Halifax au Canada.
Il s'agit de la première compétition des quatre continents (Afrique, Amérique, Asie et Océanie), souhaitée par l'Union internationale de patinage pour que les patineurs non européens aient une compétition comparable aux championnats d'Europe créés en 1891.

## Qualifications
Les patineurs sont éligibles à l'épreuve s'ils représentent une nation non européenne membre de l'Union internationale de patinage (International Skating Union en anglais) et s'ils ont atteint l'âge de 15 ans avant le 1er juillet 1998 dans leur pays de naissance. La compétition correspondante pour les patineurs européens est le championnat d'Europe 1999. Les fédérations nationales sélectionnent leurs patineurs en fonction de leurs propres critères.
Chaque nation membre qualifiée peut avoir jusqu'à trois inscriptions par discipline, sans tenir compte des résultats de la saison précédente.

## Podiums
| Épreuves                            | Or                               | Argent                           | Bronze                             |
| ----------------------------------- | -------------------------------- | -------------------------------- | ---------------------------------- |
| Messieurs résultats détaillés       | Takeshi Honda                    | Li Chengjiang                    | Elvis Stojko                       |
| Dames résultats détaillés           | Tatiana Malinina                 | Amber Corwin                     | Angela Nikodinov                   |
| Couples résultats détaillés         | Shen Xue / Zhao Hongbo           | Kristy Sargeant / Kris Wirtz     | Danielle Hartsell / Steve Hartsell |
| Danse sur glace résultats détaillés | Shae-Lynn Bourne / Victor Kraatz | Chantal Lefebvre / Michel Brunet | Naomi Lang / Peter Tchernyshev     |

## Tableau des médailles
| Rang  | Nation      | Or | Argent | Bronze | Total |
| ----- | ----------- | -- | ------ | ------ | ----- |
| 1     | Canada      | 1  | 2      | 1      | 4     |
| 2     | Chine       | 1  | 1      | 0      | 2     |
| 3     | Japon       | 1  | 0      | 0      | 1     |
| 3     | Ouzbékistan | 1  | 0      | 0      | 1     |
| 5     | États-Unis  | 0  | 1      | 3      | 4     |
| Total | Total       | 4  | 4      | 4      | 12    |

## Détails des compétitions
Pour la saison 1998/1999, les calculs des points se font selon la méthode suivante :
- chez les Messieurs, les Dames et les Couples artistiques (0.5 point par place pour le programme court, 1 point par place pour le programme libre)
- en danse sur glace (0.4 point par place pour les deux danses imposées, 0.6 point par place pour la danse originale, 1 point par place pour la danse libre)

### Messieurs
| Rang | Nom                  | Nation           | Points | Prog. court | Prog. libre |
| ---- | -------------------- | ---------------- | ------ | ----------- | ----------- |
| 1    | Takeshi Honda        | Japon            | 1.5    | 1           | 1           |
| 2    | Li Chengjiang        | Chine            | 4.0    | 4           | 2           |
| 3    | Elvis Stojko         | Canada           | 4.5    | 3           | 3           |
| 4    | Zhang Min            | Chine            | 5.0    | 2           | 4           |
| 5    | Anthony Liu          | Australie        | 8.5    | 5           | 6           |
| 6    | Shepherd Clark       | États-Unis       | 9.0    | 8           | 5           |
| 7    | Trifun Živanović     | États-Unis       | 11.5   | 9           | 7           |
| 8    | Guo Zhengxin         | Chine            | 11.5   | 7           | 8           |
| 9    | Roman Skorniakov     | Ouzbékistan      | 13.0   | 6           | 10          |
| 10   | Emanuel Sandhu       | Canada           | 14.0   | 10          | 9           |
| 11   | Jean-François Hébert | Canada           | 16.5   | 11          | 11          |
| 12   | Yosuke Takeuchi      | Japon            | 18.5   | 13          | 12          |
| 13   | Timothy Goebel       | États-Unis       | 19.0   | 12          | 13          |
| 14   | Ricky Cockerill      | Nouvelle-Zélande | 21.5   | 15          | 14          |
| 15   | Yuri Litvinov        | Kazakhstan       | 23.0   | 14          | 16          |
| 16   | Michael Amentas      | Australie        | 23.5   | 17          | 15          |
| 17   | Jin Yun-ki           | Corée du Sud     | 25.0   | 16          | 17          |
| 18   | David Del Pozo       | Mexique          | 27.0   | 18          | 18          |

### Dames
| Rang | Nom                     | Nation         | Points | Prog. court | Prog. libre |
| ---- | ----------------------- | -------------- | ------ | ----------- | ----------- |
| 1    | Tatiana Malinina        | Ouzbékistan    | 1.5    | 1           | 1           |
| 2    | Amber Corwin            | États-Unis     | 3.0    | 2           | 2           |
| 3    | Angela Nikodinov        | États-Unis     | 5.0    | 4           | 3           |
| 4    | Erin Pearl              | États-Unis     | 5.5    | 3           | 4           |
| 5    | Fumie Suguri            | Japon          | 7.5    | 5           | 5           |
| 6    | Shizuka Arakawa         | Japon          | 9.5    | 7           | 6           |
| 7    | Jennifer Robinson       | Canada         | 11.5   | 9           | 7           |
| 8    | Anastasia Gimazetdinova | Ouzbékistan    | 12.0   | 8           | 8           |
| 9    | Joanne Carter           | Australie      | 13.0   | 6           | 10          |
| 10   | Angela Derochie         | Canada         | 15.5   | 13          | 9           |
| 11   | Yuka Kanazawa           | Japon          | 16.0   | 10          | 11          |
| 12   | Annie Bellemare         | Canada         | 18.0   | 12          | 12          |
| 13   | Shirene Human           | Afrique du Sud | 18.5   | 11          | 13          |
| 14   | Lu Meijia               | Chine          | 22.0   | 14          | 15          |
| 15   | Pang Rui                | Chine          | 22.5   | 17          | 14          |
| 16   | Simone Joseph           | Afrique du Sud | 23.5   | 15          | 16          |
| 17   | Paula Clair Stephenson  | Afrique du Sud | 25.0   | 16          | 17          |
| 18   | Guinevere Chang         | Taipei chinois | 27.5   | 19          | 18          |
| 19   | Rocia Salas Visuet      | Mexique        | 28.0   | 18          | 19          |
| 20   | Maria Fernanda Puente   | Mexique        | 30.0   | 20          | 20          |

### Couples
| Rang | Nom                                       | Nation      | Points | Prog. court | Prog. libre |
| ---- | ----------------------------------------- | ----------- | ------ | ----------- | ----------- |
| 1    | Shen Xue / Zhao Hongbo                    | Chine       | 1.5    | 1           | 1           |
| 2    | Kristy Sargeant / Kris Wirtz              | Canada      | 4.0    | 4           | 2           |
| 3    | Danielle Hartsell / Steve Hartsell        | États-Unis  | 4.5    | 3           | 3           |
| 4    | Valérie Saurette / Jean-Sébastien Fecteau | Canada      | 5.0    | 2           | 4           |
| 5    | Pang Qing / Tong Jian                     | Chine       | 7.5    | 5           | 5           |
| 6    | Tiffany Scott / Philip Dulebohn           | États-Unis  | 9.0    | 6           | 6           |
| 7    | Natalia Ponomareva / Evgeni Sviridov      | Ouzbékistan | 10.5   | 7           | 7           |
| 8    | Irina Shabanov / Artem Knyazev            | Ouzbékistan | 12.0   | 8           | 8           |

### Danse sur glace
| Rang | Nom                                      | Nation      | Points | Danse imposée 1 | Danse imposée 2 | Danse originale | Danse libre |
| ---- | ---------------------------------------- | ----------- | ------ | --------------- | --------------- | --------------- | ----------- |
| 1    | Shae-Lynn Bourne / Victor Kraatz         | Canada      | 2.0    | 1               | 1               | 1               | 1           |
| 2    | Chantal Lefebvre / Michel Brunet         | Canada      | 4.4    | 3               | 3               | 2               | 2           |
| 3    | Naomi Lang / Peter Tchernyshev           | États-Unis  | 5.6    | 2               | 2               | 3               | 3           |
| 4    | Megan Wing / Aaron Lowe                  | Canada      | 8.8    | 7               | 5               | 4               | 4           |
| 5    | Debbie Koegel / Oleg Fediukov            | États-Unis  | 11.2   | 4               | 6               | 7               | 5           |
| 6    | Nakako Tsuzuki / Rinat Farkhoutdinov     | Japon       | 11.4   | 5               | 7               | 5               | 6           |
| 7    | Zhang Weina / Cao Xianming               | Chine       | 12.6   | 6               | 4               | 6               | 7           |
| 8    | Elizaveta Stekolnikova / Mark Fitzgerald | Kazakhstan  | 16.0   | 8               | 8               | 8               | 8           |
| 9    | Rie Arikawa / Kenji Miyamoto             | Japon       | 18.8   | 9               | 10              | 10              | 9           |
| 10   | Nozomi Watanabe / Akiyuki Kido           | Japon       | 19.2   | 10              | 9               | 9               | 10          |
| 11   | Danielle Rigg-Smith / Trent Nelson-Bond  | Australie   | 23.4   | 11              | 12              | 13              | 11          |
| 12   | Portia Duval / Francis Rigby             | Australie   | 23.8   | 12              | 11              | 12              | 12          |
| 13   | Olga Akimova / Andrei Driganov           | Ouzbékistan | 24.8   | 13              | 13              | 11              | 13          |